# Список умерших в 640 году

## Январь
- 20 января — Эдбальд, король Кента (616—640).

## Апрель
- 21 апреля — Беуно Клинногский, святой игумен Клинногский.

## Август
- 2 августа — Северин, Папа Римский (640).

## Сентябрь
- 12 сентября — Иш Сак К’ук, царица майяского города Паленке (612—615), регентша и соправительница К’инич Ванаб Пакаля.

## Дата смерти неизвестна или требует уточнения
- Абу Суфьян ибн Харб, правитель Мекки (622—630).
- Акарий, святой, епископ Нуайона и Турне (ранее 627—639/640).
- Бели ап Нехтон, король Альт Клуита (621—640).
- Билал ибн Рабах, вольноотпущенник, один из первых и известных сподвижников пророка Мухаммеда, первый муэдзин.
- Пипин Ланденский, майордом Австразии (623—640).
- Сафийя бинт Абду-ль-Мутталиб, сподвижница и тётя пророка Мухаммеда.
- Тисилио, святой епископ валлийский.
- Фара, знатный франк, один из предводителей восстания против короля Сигиберта III.
- Энунд Дорога, легендарный конунг свеев из династии Инглингов.